# Neuburg (Battenberg)

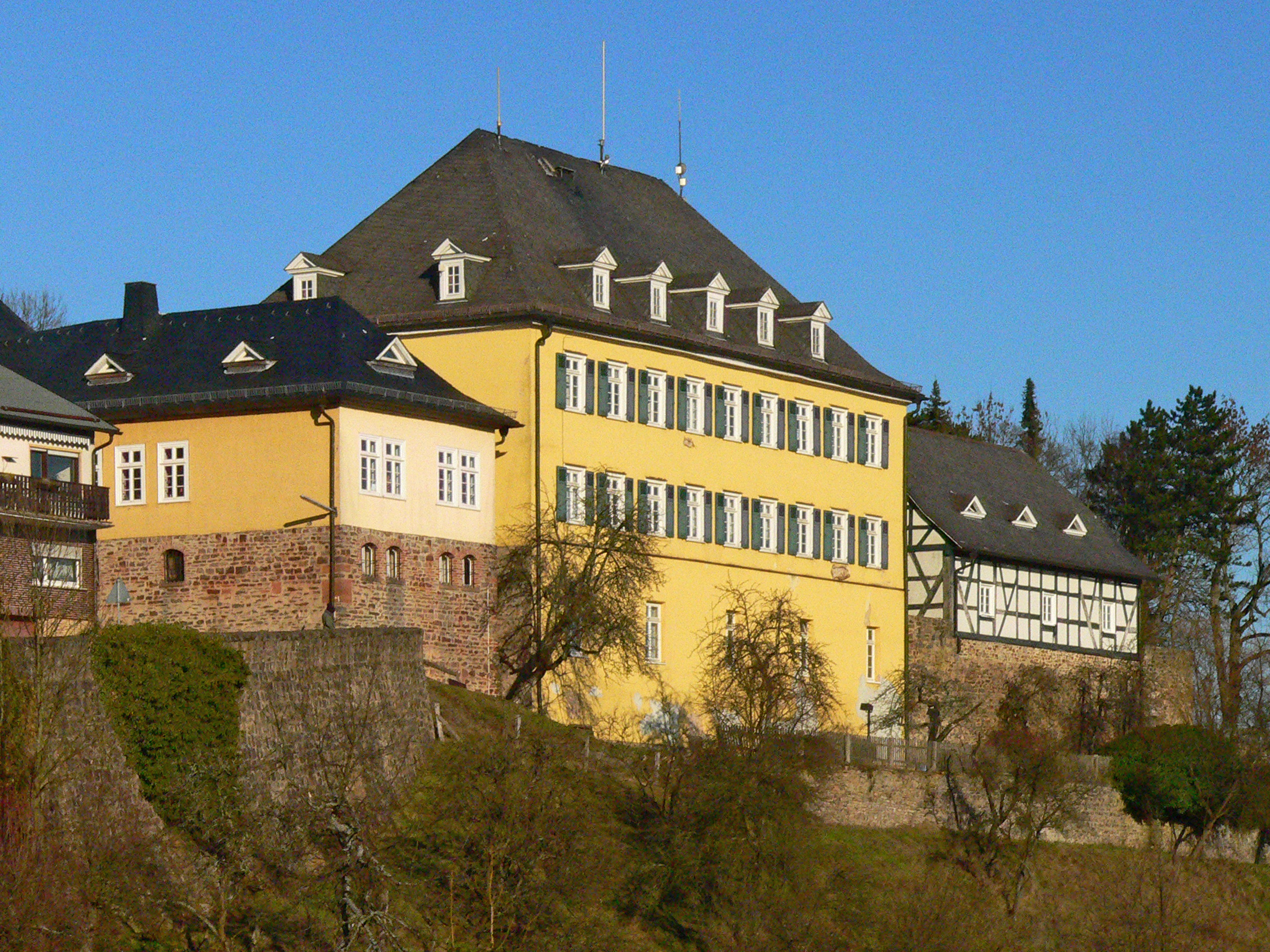
Die Neuburg, seit 1971 Sitz der Stadtverwaltung von Battenberg

Die Neuburg, manchmal auch als Schloss Battenberg bezeichnet, ist ein 1732 errichtetes ehemaliges Jagdschloss in der Stadt Battenberg im nordhessischen Landkreis Waldeck-Frankenberg. Sie war nach der Alten Burg und der Kellerburg der dritte Burgbbau in Battenberg und wird wegen der ehemals unmittelbar nordöstlich benachbarten und 1779 endgültig abgebrochenen alten Burg die Neuburg genannt.
Der Bau diente dem Erbprinzen und späteren Landgrafen Ludwig VIII. von Hessen-Darmstadt von 1732 bis 1768 als Jagdschloss und enthielt gleichzeitig und bis 1774 die Wohnung und Amtsräume des landgräflichen Oberforstmeisters. Von 1821 bis 1832 hatte der Landrat des Landratsbezirks Battenberg seinen Amtssitz im Haus. Von 1835 bis 1863, als unmittelbar nordwestlich ein neues Gerichtsgebäude bezogen wurde, war es Sitz des großherzoglichen Landgerichts Battenberg, und von 1839 bis 1967 diente es auch als Forstamt. Der Bau steht unter Denkmalschutz, ist seit 1971 Sitz der Stadtverwaltung (Hauptstraße 58) und wurde zuletzt 2014 saniert.

## Die Anlage
Der zweistöckige Bau, ein verputzter Fachwerkbau auf steinernem Sockelgeschoss im schlichten Stil des hessischen Landbarocks, befindet sich auf 368 m Höhe über NHN im Norden der Altstadt von Battenberg auf einem nordöstlichen Sporn des Kellerbergs, des Battenberger Burgbergs, unmittelbar über dem steilen Abhang zum Tal der nordöstlich in etwa 500 m Entfernung vorbeifließenden Eder. Mit den Remisen, dem ehemaligen Landgerichtsgebäude, der im Osten heute mit dem Schlossbau verbundenen einstigen Scheune, dem Hof und den barocken, terrassierten Gartenanlagen bildet er ein beachtenswertes Ensemble. Die Nordseite des Hofs wird noch immer von einem Teil der Ringmauer der Alten Burg begrenzt.
Der Bau ist, der geographischen Situation angepasst, in seiner Längsachse in Richtung von Westsüdwest nach Ostnordost ausgerichtet. Hof- und Talseite sind jeweils neunachsig, und zum schlichten Portal an der Hofseite führt eine steinerne, fünfstufige Freitreppe. Das Sockelgeschoss ist aus rotem Sandstein und liegt weitgehend unterhalb des Hofniveaus, erstreckt sich aber zum Tal hin über zwei Geschosse, ist dort entsprechend den Obergeschossen verputzt und auf der oberen Ebene fünfachsig, in der unteren ohne Fenster. Die heutigen hof- und talseitigen Sprossenfenster beider Obergeschosse haben jeweils acht Scheiben und stammen wohl bereits aus der Zeit nach 1866, als das zuvor Hessen-Darmstädter Hinterland an Preußen abgetreten werden musste. Das Walmdach hat hofseitig drei, talseitig fünf und an den beiden Schmalseiten jeweils zwei Giebelgauben. Die Außenwände sind ockergelb gestrichen, das Portal braun, die an jedem Fenster beidseitig angebrachten Klappläden dunkelgrün.
Unmittelbar westlich des Gebäudes befindet sich ein eingeschossiger, verputzter Fachwerk-Zwischenbau auf Bruchsteinsockelgeschoss, der das Hauptgebäude von 1732 mit dem 1863 entlang der westlichen Hofseite errichteten einstigen Landgerichtsbau mit seinem halb abgewalmtem Satteldach und schmalen Zwerchhaus auf der Hofseite verbindet. Im Nordosten des ehemaligen Jagdschlosses steht, etwas zurückgesetzt, aber talseitig in Flucht mit dem Hauptgebäude und heute mit diesem verbunden, ein Fachwerkbau mit ebenfalls halbgewalmtem Satteldach und ebenfalls auf Bruchsteinsockel, der ursprünglich – laut Lageplan von 1800 – eine Scheune und Stallungen enthielt, heute jedoch, wie auch das einstige Gerichtsgebäude, Teile der Stadtverwaltung beherbergt. Von einem noch weiter nordöstlich gelegenen weiteren Gebäude sind nur noch Reste des Sockels geblieben.
Im Osten und Süden des Baus erstreckt sich auf dem Hang der etwa 2.700 m² große und von einer Mauer umschlossene Barockgarten an der Neuburg, der mit viel ehrenamtlicher Arbeit nach historischen Vorgaben wieder hergerichtet wurde. Er ist in mehrere Terrassen unterteilt, die mit symmetrisch angeordneten Treppen und diagonalen Wegen verbunden sind und durch mit Zinnen bewehrte alte Mauern nach Nordosten begrenzt werden.

## Geschichte

### Jagdschloss
Das Gebäude wurde im Jahre 1732 auf Veranlassung des damaligen Erbprinzen und späteren Landgrafen Ludwig VIII. von dem Oberforstmeister Carl Johann Philipp Loener von Laurenburg als Wohn- und Dienstgebäude aus eigenen Mitteln erbaut. Um Platz für den Neubau zu schaffen, wurde vermutlich der ehemalige Burgmannensitz der Herren von Dersch abgerissen. Das Versprechen des Prinzen, die Baukosten (24.000 Gulden) innerhalb von fünf Jahren zu begleichen, wurde von der fürstlichen Verwaltung eingelöst. Carl Loener von Laurenburg starb im Jahre 1736 und das Haus wurde von der hessen-darmstädtischen Verwaltung übernommen. Es diente weiterhin als Forstamt und bis um 1770 auch als Unterkunft der Landgrafen während ihrer im Drei-Jahres-Turnus während der Hirschbrunft organisierten Jagden im Battenberger Wald. Nach dem Tod des ab 1736 amtierenden Oberforstmeisters Wolf Christoph von Drechsel, der 1774 als Oberjägermeister offenbar in Battenberg starb, wurde die Oberforstmeisterstelle nicht mehr besetzt, und es kam auch kein Landgraf mehr auf die Neuburg. Das Schloss mitsamt den Stallungen wurde verpachtet, 1776 wurde ein Trupp Polizeihusaren dort einquartiert, und ab den 1780er Jahren wurde das Obergeschoss zu Wohnzwecken vermietet.

### Gericht und Forstamt
Als am 1. August 1835 die Orte des ehemaligen Amts Battenberg aus der Zuständigkeit des Landgerichts Biedenkopf ausgegliedert und dem neu gebildeten Landgericht Battenberg unterstellt wurden, wurde dieses Gericht im ehemaligen Jagdschloss einquartiert und der Landrichter bezog dort auch im Erdgeschoss seine Wohnung. Planungen, ein eigenes Landgerichtsgebäude auf dem Gelände der Neuburg zu errichten, liefen ab 1844, aber dies wurde erst 1863 verwirklicht. Das an der westlichen Hofseite stehende Wirtschaftsgebäude, in dem sich die Portierstube, die Waschküche, die Kutscherstube, der Kutschenstall, ein Pferdestall des Forstmeisters und ein Kuhstall befanden, wurde teilweise abgerissen und die Ställe in seinem Nordteil wurden durch einen vier Räume umfassenden Landgerichtsteil ersetzt (Vorraum, Gerichtssaal, Actuariat, Assessorstube). Das Landgericht wurde am 1. September 1867 gemäß der preußischen Gerichtsordnung in Amtsgericht umbenannt. Am 15. Juni 1943 wurde es zu einer Zweigstelle des Amtsgerichts Frankenberg herabgestuft, und am 1. Juli 1970 wurde auch diese Zweigstelle aufgehoben.
Ab 1839 wurden das Obergeschoss des einstigen Jagdschlosses auch wieder als Wohnung des Forstmeisters und ein Teil der Nebengebäude als Forstamt bzw. Oberförsterei genutzt. Erst 1967 mit der Auflösung des Forstamts Battenburg endete diese Nutzung.

### Heutige Nutzung
Nach dem Auszug des Forstamts 1967 und in Anbetracht der bevorstehenden Schließung der Amtsgerichtszweigstelle führte die Stadt Battenberg ab Juni 1970 Verhandlungen mit dem Land Hessen hinsichtlich eines Erwerbs der Neuburg zur Unterbringung der Stadtverwaltung. Für 200.000 DM kaufte die Stadt das gesamte Anwesen, das bereits im Januar 1971 bezogen, aber offiziell erst am 1. Juli 1971 Eigentum der Stadt wurde. Seitdem wurden vielerlei innere Modernisierungen und 2014 auch eine aufwändige Sanierung durchgeführt, wobei die Anforderungen des Denkmalschutzes beachtet wurden.